# Кіста Монтгомері
Кіста Монтгомері — доброякісне утворення молочної залози в зоні ареоли соска (залоз Монтгомері), яке зазвичай зустрічається у дівчат-підліток. Як правило, минає спонтанно і самостійно.

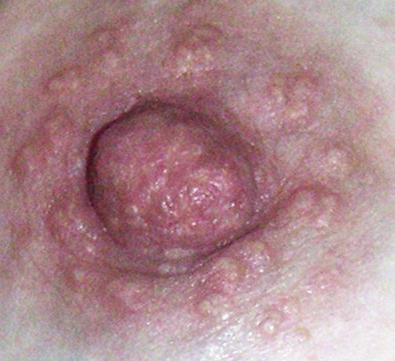
Здорові залози Монтгомері навколо соска

## Патофізіологія
Періареолярні залози Монтгомері в грудях називають горбками Монтгомері або горбками Моргані. Ці периареолярні залози являють собою невеликі папульозні тканинні виступи на краю ареоли (соска). Обструкція горбків Монтгомері може призвести до гострого запалення, виділень із сосків (прозора чи світло-коричнева рідина може витікати з ареоли), а також може розвинутися субареолярне утворення — кіста Монтгомері.

## Симптоми
Кіста Монтгомері може протікати безсимптомно. Тим не менш, вона зазвичай діагностується, коли пацієнтка (10–20 років) скаржиться на біль у грудях (масталгія), запалення або пальпований вузол у грудях. Діагноз встановлюють, коли в ретроареолярній ділянці прощупується вузлик.

## Діагноз
Діагноз можна підтвердити за допомогою ультразвукового дослідження, яке може показати просту кісту в ретроареолярній області. У деяких пацієнток можуть існувати множинні кісти або двосторонні кісти. Кісти Монтгомері можуть мати рідкий вміст з ехогенним або кальцифікованим осадом.

## Лікування та прогноз
Клінічна терапія кісти Монтгомері залежить від симптомів пацієнтки.
Якщо немає ознак інфекції, можна спостерігати кісту Монтгомері, оскільки більше 80% з них розсмоктуються спонтанно за кілька місяців. Однак у деяких випадках спонтанне видужання може зайняти кілька років. У таких випадках може знадобитися повторне УЗД. Однак якщо у пацієнтки є ознаки інфекції, наприклад почервоніння (еритема), тепло, біль і чутливість, можна розпочати лікування маститу, яке може включати антибіотики та нестероїдні протизапальні засоби. При лікуванні запальні зміни зазвичай швидко зникають. У рідкісних випадках може знадобитися дренаж. Хірургічне лікування кісти Монтгомері, тобто сегментарна резекція, може стати необхідним лише в тому випадку, якщо кіста Монтгомері зберігається або діагноз викликає клінічний сумнів.
Прогноз позитивний. Майже у всіх пацієнток підліткового віку з кістою Монтгомері був сприятливий результат.